# Atletica leggera ai Giochi della II Olimpiade - Salto triplo da fermo
La gara del salto triplo da fermo dei Giochi della II Olimpiade si tenne il 16 luglio 1900 a Parigi, in occasione dei secondi Giochi olimpici dell'era moderna.

## Risultati

### Finale
Ore 15,45.
| Pos.    | Nazione     | Atleta           | Età | Misura  |
| ------- | ----------- | ---------------- | --- | ------- |
| Oro     | Stati Uniti | Ray Ewry         | 27  | 10,58 m |
| Argento | Stati Uniti | Irving Baxter    | 24  | 9,95 m  |
| Bronzo  | Stati Uniti | Bob Garrett      | 25  | 9,50 m  |
| 4       | Stati Uniti | Lewis Sheldon    | 26  | 9,45 m  |
| 5-10    | Stati Uniti | Daniel Horton    | 21  | n/d     |
| 5-10    | Stati Uniti | Frank Jarvis     | 22  | n/d     |
| 5-10    | Ungheria    | Pál Koppán       | 22  | n/d     |
| 5-10    | Stati Uniti | John McLean      | 22  | n/d     |
| 5-10    | Svezia      | Karl Staaf       | 19  | n/d     |
| 5-10    | Germania    | Waldemar Steffen | 28  | n/d     |